# Podrumi Dioklecijanove palače
Podrumima Dioklecijanove palače naziva se natkriveni i dijelom podzemni prostor u najjužnijem dijelu Starog grada (dio nekadašnje Dioklecijanove palače) u Splitu. Riječ je o nadsvođenim, većim ili manjim dvoranskim prostorima i hodnicima između njih. Njihova površina velika je kao osmina čitave nekadašnje Palače.
Oblikovani su pri gradnji Palače na položaju s padom prema morskoj obali, u svrhu izravnavanja razine južnog, rezidencijalnog dijela, s ostalim dijelovima Palače. Njihovi prostori imaju raznovrsne oblike: bazilikalni, centralni, centralno - križni, pravokutni itd. Zidovi su im služili za temelje carskim stambenim zgradama iznad njih pa su se oblici njihovih prostora vjerojatno podudarali s oblikom tih građevina koje su nestale oblikovanjem kuća i ulica Splita u srednjem vijeku. Vjerojatno su korišteni i za skladišni, možda i tamnički prostor.  
Kroz njihovu sredinu, kao dio glavnog kardina (Cardo maximus) Dioklecijanove palače, poprijeko prolazi hodnik koji od Pločate Sv. Dujma ("Peristil")
vodi do izlaza na Rivu, tzv. porta aenea (Mjedena vrata), lučka vrata nekadašnje Palače, i koji ih dijeli na istočni i zapadni dio. Duž njihove južne strane, uza zidine Palače, pruža se široki kodnik iz kojeg se pristupa u pojedine prostore Podruma.
Vremenom su bili gotovo sasvim zasuti, ali svijest o njihovom postojanju u Splitu je trajno postojala (stari splitski naziv za njih je "Grote") i, sa strahopoštovanjem i pobožnošću, smatralo ih se tamnicama u kojima je car Dioklecijan mučio kršćane. 
No, neki poduzetniji Splićani koji su imali kuće iznad njih ponekad su probijali njihove svodove i preuređivali ih u vlastite skladišno - podrumske prostore. 
Njihovo iskopavanje započeto je u 19. stoljeću, a najveći zamah je imalo u 50-tim godinama 20. st. i do danas su većinom otkriveni. Zapadni dio Podruma očuvan je u cijelosti te je skoro sasvim pristupačan razgledavanju. 
Njihov se istočni dio tijekom srednjeg vijeka dijelom urušio, no i on je većinom danas otkriven i pristupačan javnosti, iako su zbog navedenog bezrazložno uništeni mnogo vrjedniji, srednjovjekovni i kasniji građevni sklopovi i ulice grada, zajedno sa starim samostanom i crkvom Sv. Klare, koji su se nalazili na mjestu urušenja i u njegovoj blizini.  
Ono što bi se možda trebalo smatrati pravom vrijednošću Podruma i po čemu je Split jedinstven u svijetu, jest činjenica kako se iznad njihovih dojmljivih, monumentalnih prostora, već gotovo tisuću i pol godina nalazi živo tkivo grada, ulice i kuće Splita. 
Podrumi se danas koriste kao atraktivni sajmeni i izložbeni prostor.

## Poveznice
- Dioklecijanova palača

## Vanjske poveznice
- HULU, Podrumi Dioklecijanove palače  Arhivirana inačica izvorne stranice od 19. siječnja 2013. (Wayback Machine)